# Bělá nad Svitavou
Bělá nad Svitavou – gmina w Czechach, w powiecie Svitavy, w kraju pardubickim. Według danych z dnia 1 stycznia 2014 liczyła 542 mieszkańców.